# From the Choirgirl Hotel
From the Choirgirl Hotel è il quarto album della cantautrice rock statunitense Tori Amos.
Al momento della sua uscita nel maggio 1998, l'album ha debuttato alla posizione numero 5 negli Stati Uniti e alla numero 6 nel Regno Unito. Anche se non ebbe un debutto all'altezza del suo album precedente, Boys for Pele (1996), From the Choirgirl Hotel negli Stati Uniti vendette 153 000 copie nella prima settimana. Tori Amos ha anche ricevuto due nomination ai Grammy del 1999:  Alternative Music Performance e Female Rock Vocal Performance per "Raspberry Swirl".
Il primo singolo "Spark" divenne un successo dopo la sua uscita nel mese di giugno 1998. I singoli successivi furono "Jackie's Strength" e "Cruel/Raspberry Swirl".

## Tracce
Tutte le tracce sono scritte da Tori Amos.
1. Spark
2. Cruel
3. Black-Dove (January)
4. Raspberry Swirl
5. Jackie's Strength
6. i i e e e
7. Liquid Diamonds
8. She's Your Cocaine
9. Northern Lad
10. Hotel
11. Playboy Mommy
12. Pandora's Aquarium
13. Purple People (JP Bonus Track)

## Formazione
- Tori Amos – voce, pianoforte, tastiere
- Steve Caton – chitarra elettrica e acustica; mandolino in Black-Dove (January)
- George Porter Jr., Justin Meldal-Johnsen – basso
- Matt Chamberlain – batteria; marimba in "Cruel"
- Andy Gray – programmazione

with:
- Stewart Boyle – chitarra in "Northern Lad"
- Willy Porter – chitarra in "Playboy Mommy"
- Al Perkins – steel guitar in "Playboy Mommy"
- Sinfonia of London – Archi in "Jackie's Strength", diretti da David Firman e arrangiati da John Philip Shenale